# Dena (cràter)
Dena és un cràter d'impacte en el planeta Venus de 2,4 km de diàmetre. Porta el nom d'un antropònim lituà (canviat per Drena), i el seu nom va ser aprovat per la Unió Astronòmica Internacional el 2000.